# Caridina sp. „Crystal Red”

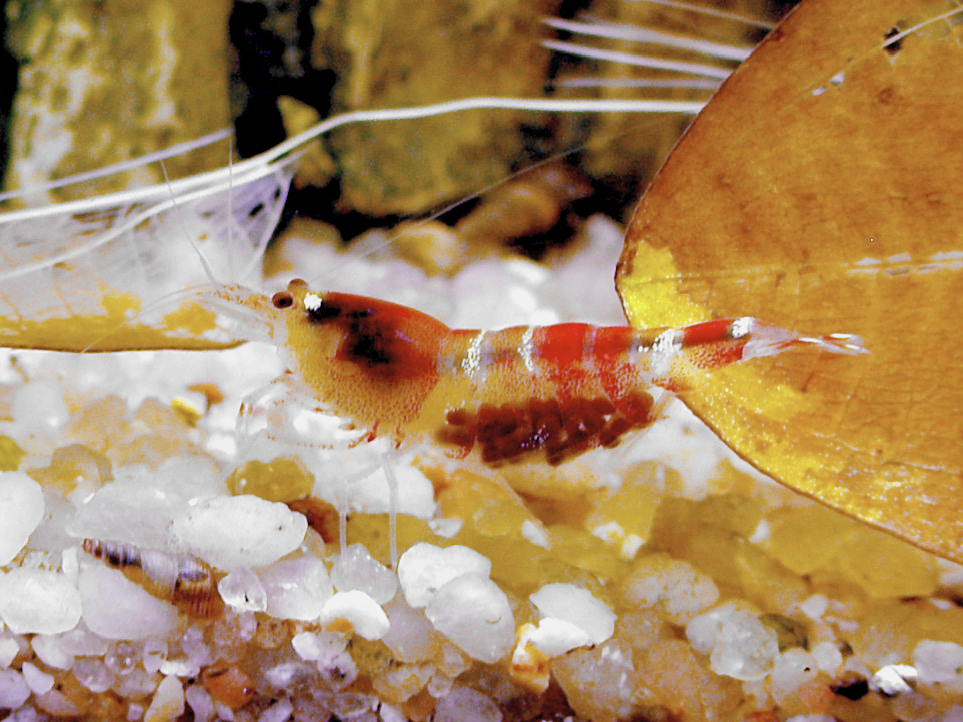
Samica z jajami

Caridina sp. „Crystal Red” (Caridina cf. cantonensis B) – słodkowodna krewetka karłowata pochodząca z Japonii, gdzie wyhodowana została w 1997 roku (dzikie formy z Chin). Ostatnio często hodowana w akwariach.

## Charakterystyka
Wygląd
Cechą charakterystyczną dla "Crystalek" jest jej piękne ubarwienie, w czerwono-białe pasy. Czerwień ma różne odcienie, ale można ja wzmocnić podobnie jak u krewetek Fire Red podając pokarm bogaty w karotenoidy, a biel specjalną karmę dla tych krewetek. Krewetki z dużym "dodatkiem" bieli są bardzo cenne i osiągają wysokie ceny. Klasyfikuje się je według specjalnej tabeli. Krewetki "rasowe" czyli specjalnie selekcjonowane i hodowane, z największą ilością bieli nazywane są "Red Bee". "Red Bee" są o wiele czulsze na złe warunki, bardzo wymagające i są hodowane w innych parametrach wody. Nie nadają się do akwarium ogólnego, tylko do krewetkarium. Krewetki potrafią maskować swoje kolory i podobnie jak Fire Red je całkowicie tracić np. podczas transportu.
Żyją 2 lata i średnio dorastają do 2 cm, jednak przyjęto, że samce rosną do 2,5 cm a samice do 3,5 cm.
Dymorfizm płciowy
Samice są większe, bardziej wybarwione i zaokrąglone oraz posiadają siodełko. Samce są mniejsze, smuklejsze i mniej wybarwione.

## Hodowla domowa
Warunki w akwarium
Mała grupa Crystal Red może być w 25 l-30 l, jednak jeśli nastawiamy się na hodowlę, akwarium powinno być o wiele większe: od 60l w górę. Temperatura 23 st.C-25 st.C. "Szlachetniejsze" odmiany hodowane są w wodzie miękkiej (6GH) i lekko kwaśnej, PH do 6,5 a przewodność od 250 do 300uS. Krewetki z niższych klas z powodzeniem są hodowane w innych warunkach: twardość do 12 GH, Ph do 7, Kh do 8 a przewodność do 500uS. Wodę można zakwasić szyszkami i liśćmi olchy czarnej, liśćmi buku, dębu, migdałecznika. Zawarte w nich garbniki dezynfekują akwarium.
Podobnie jak i inne krewetki słodkowodne wrażliwe są na azot i związki miedzi w wodzie.
Dla Crystali woda powinna pochodzić z filtra odwróconej osmozy. Wodę powinno się przygotować przy pomocy mineralizatora dla tej odmiany krewetek, dodać minerały oraz sprawdzić jej parametry. Dbamy o porządek oraz regularne podmiany wody, by krewetki nie truły się azotem. W akwarium z tymi krewetkami nie powinno się nawoźić roślin oraz dawkować dwutlenek węgla  Za duże stężenie miedzi, azotu i tlenu jest dla nich zabójcze.
Wygląd akwarium
Akwarium powinno mieć drobne, piaszczyste podłoże lub dedykowane podłoże dla krewetek z rodziny Caridina, dużo kryjówek (kokos, kamienie, korzenie), gęsta roślinność o drobnych listkach. Jeśli krewetki to w akwarium nie może zabraknąć mchów (np. Creeping Moss, Java Moss, Taiwan Moss, Peacock Moss, Flame Moss, Christmas Moss, Willow Moss, Weeping Moss, Stringy Moss itd.), wątrobowców (np. Pelia, Mini Pelia, Wgłębka) oraz glonów ozdobnych (np. Gałęzatka). W akwarium nie powinno zabraknąć filtra oraz napowietrzacza. Krewetki są wrażliwe na brak tlenu i podobnie jak Fire Red mogą cierpieć na przyduchę, która może doprowadzić do śmierci. Crystal Red nie powinny być łączone z żyworodnymi, dużymi i szybko pływającymi rybami.
Pokarm
Głównym pokarmem Crystali są glony, kiedy ich brak w akwarium powinny być dokarmiane pokarmem zawierającym spirulinę (np. Spirulina 36%). Do wybarwienia poleca się pokarmy z karotenoidami (kolor czerwony) lub np. Shirakura Shrimp Food (kolor biały). Krewetki jedzą resztki pokarmów dla ryb (płatki, ochotkę, artemię itd), szczątki roślin ale również cukinię, brokuły, banany, marchewkę, szpinak, liście pokrzywy, skrzypu, buku, migdałecznika, dębu czy groszek zielony.
Wylinka
Krewetki, jak przystało na stawonogi, przechodzą proces linienia, czyli zrzucania pancerza. Gdy zbliża się czas wylinki krewetki się ukrywają, przestają jeść, stają się apatyczne. Zdawało by się, że zdychają. Samo zrzucenie pancerza trwa chwilę, krewetki ukrywają się by przygotować się na ten bardzo męczący proces dla nich. Po zrzuceniu pancerza ukrywają się przez kolejne 2-3 dni czekając aż ich nowy pancerz stwardnieje.
Rozmnażanie
Przeobrażenie niezupełne. Crystal Red dojrzałość płciową osiągają w 3-4 miesiącu życia. Ciąża trwa 3-4 tygodnie, z jajeczek wykluwają się małe nie przekraczające 2mm (ok 30 sztuk), są w pełni wybarwione. Małe krewetki pobierają pokarm tak jak dorosłe krewetki. Trzeba zabezpieczyć je przed wciągnięciem przez filtr i zjedzeniem przez inne ryby.

## Galeria

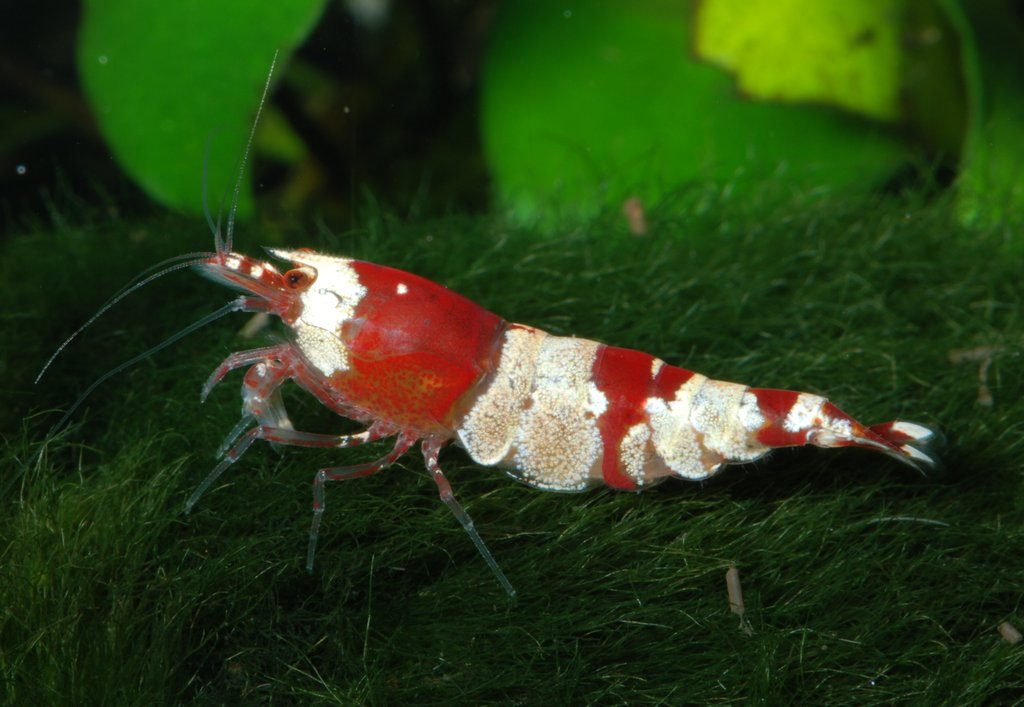
odmiana "red bee"
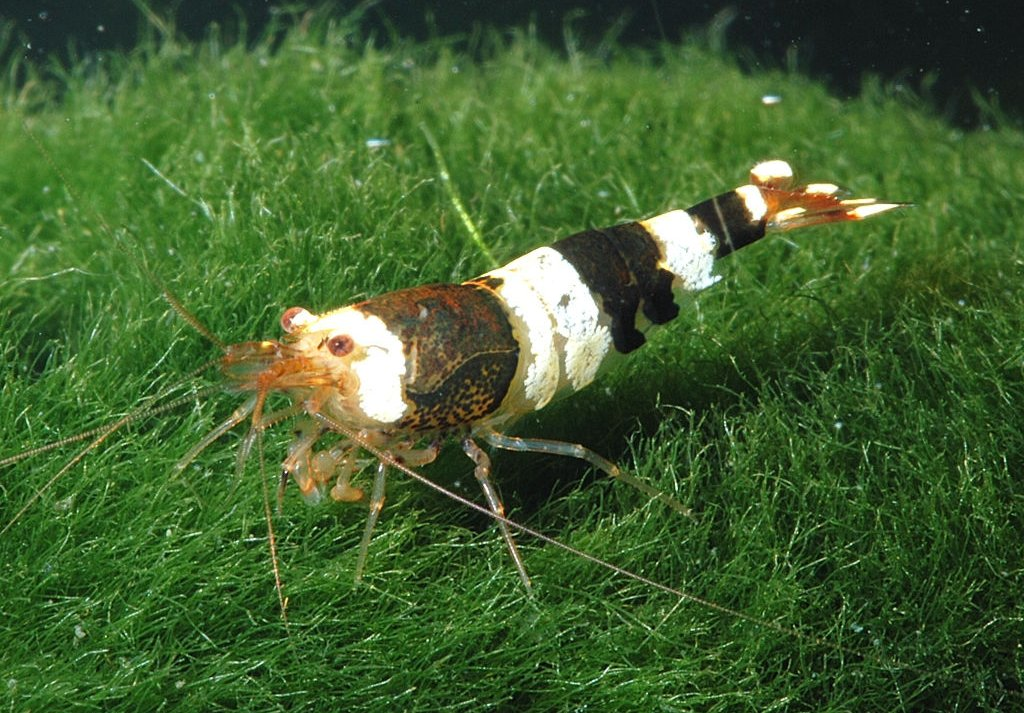
odmiana "black bee"
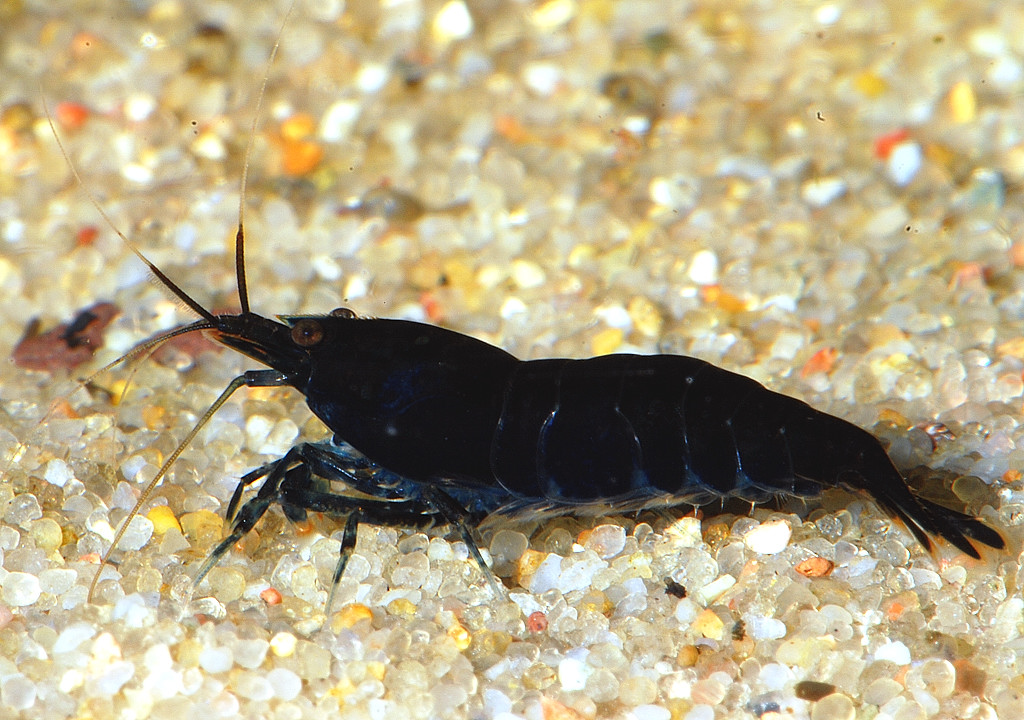
odmiana "black tiger"
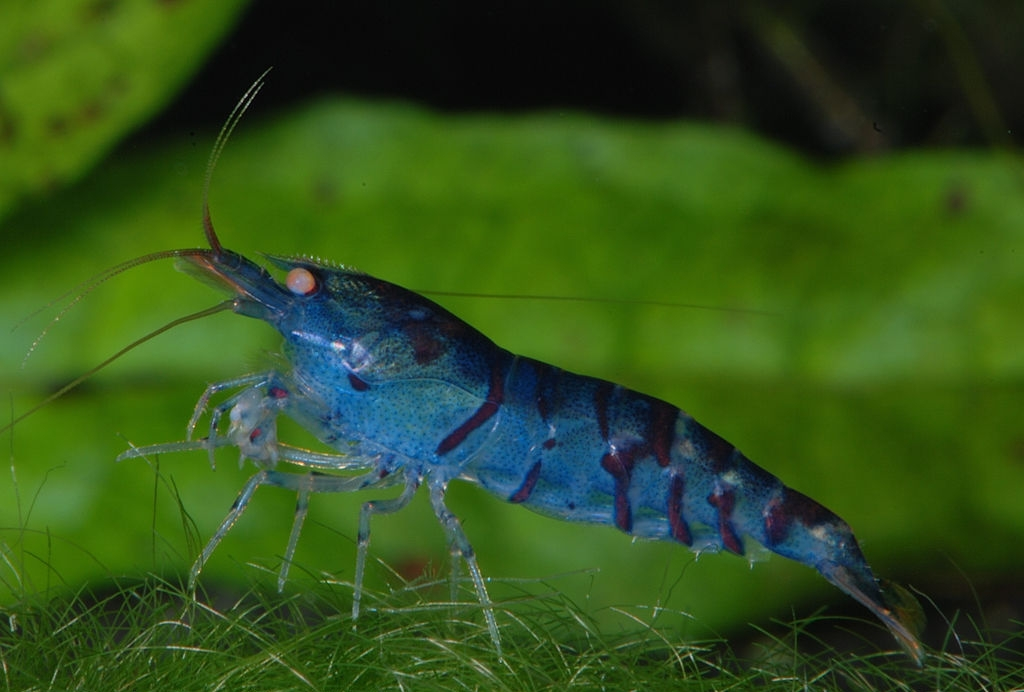
odmiana "blue tiger"
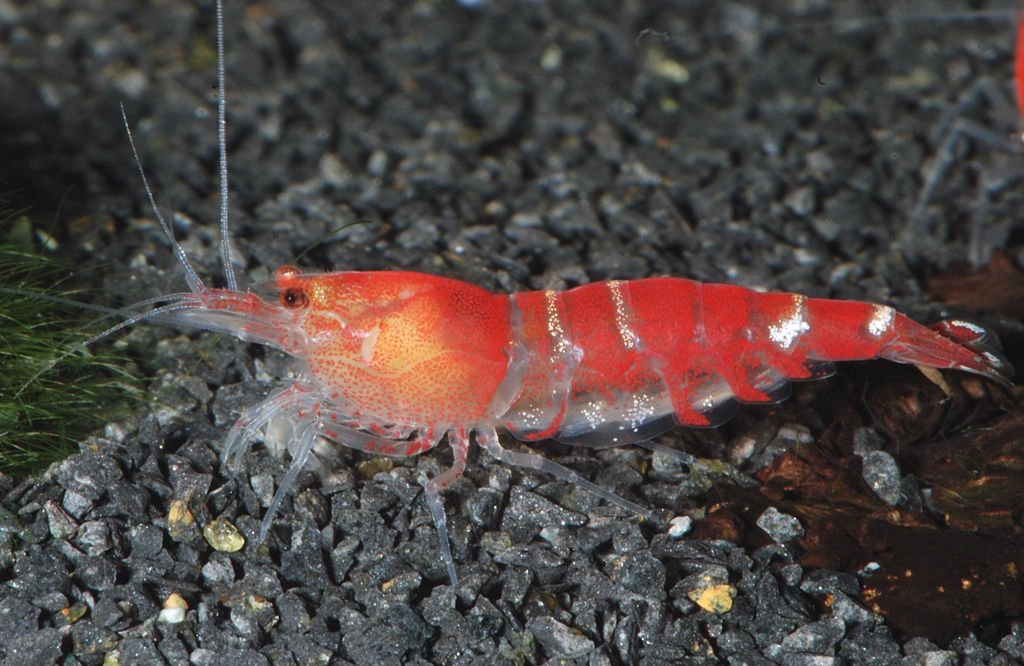
Crystal red
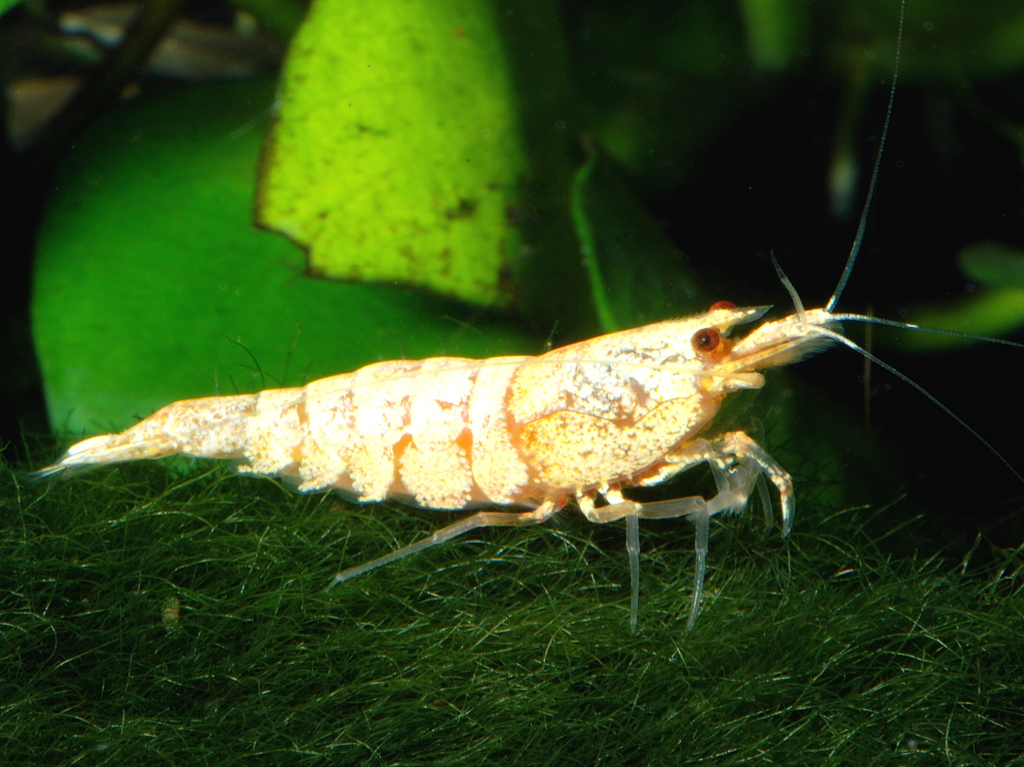
odmiana "snow white"
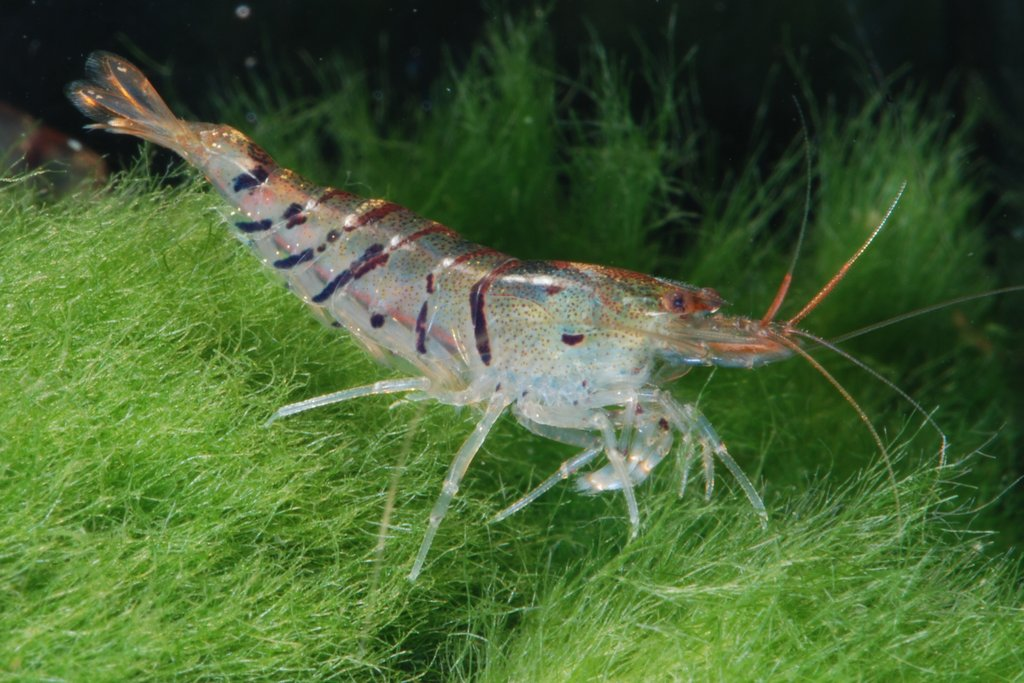
odmiana "tiger"
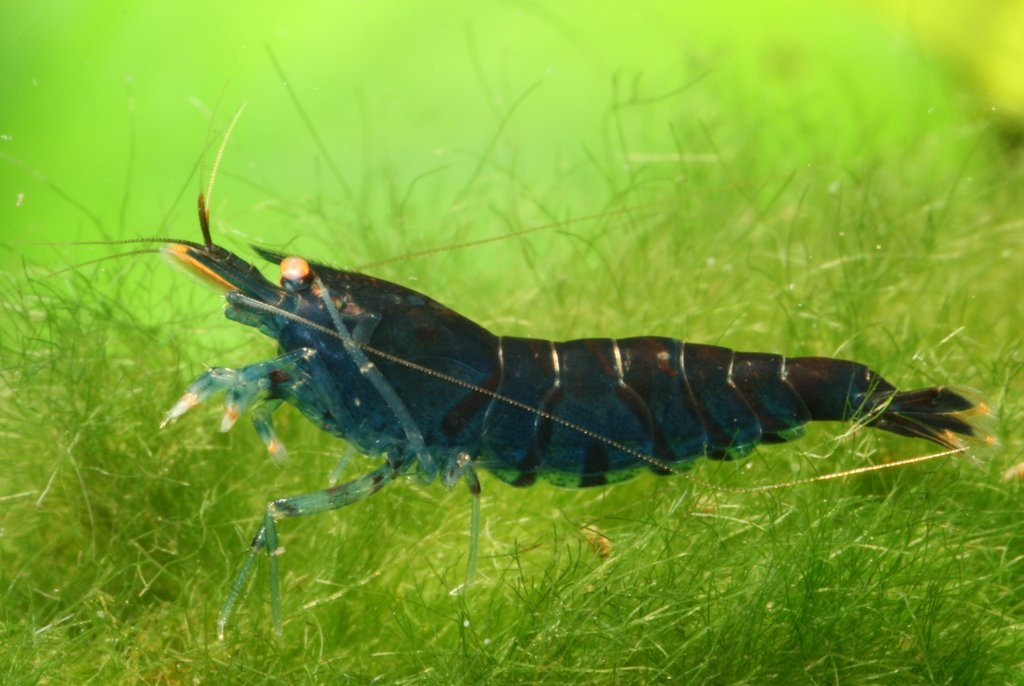
odmiana "deep blue tiger"